# Pseudobunaea paratyrrhena
Pseudobunaea paratyrrhena är en fjärilsart som beskrevs av Eugène Louis Bouvier. Pseudobunaea paratyrrhena ingår i släktet Pseudobunaea och familjen påfågelsspinnare. Inga underarter finns listade i Catalogue of Life.